# انرژی فیوچر هلدینگ
انرژی فیوچر هلدینگ (انگلیسی: Energy Future Holdings) شرکت خدمات برق آمریکایی است، که در سال ۱۹۱۲ تأسیس شد.